# Colburn-Kammratte
Die Colburn-Kammratte (Ctenomys colburni) ist eine Art der Kammratten. Die Art kommt in der patagonischen Steppe im Süden von Argentinien vor und ist nur an einigen Fundorten im Westen der Provinz Río Negro und im Norden der Provinz Santa Cruz nachgewiesen.

## Merkmale
Die Colburn-Kammratte erreicht eine Kopf-Rumpf-Länge von etwa 16,1 Zentimetern bei den Männchen und 14,6 Zentimetern bei den Weibchen, die Schwanzlänge beträgt durchschnittlich 7,1 Zentimeter bei den Männchen und 6,3 Zentimeter bei den Weibchen. Für das Gewicht gibt es keine spezifischen Angaben. Es handelt sich damit um eine kleine bis mittelgroße Art der Kammratten. Das Rückenfell ist gelblich-grau gefärbt und weist schwarze und rotbraune Einwaschungen auf. Die Färbung kann variieren, bei vielen Individuen ist auf der Schwanzoberseite ein dunkler Streifen unterschiedlicher Intensität ausgebildet. Die Bauchseite ist weiß.
Der Karyotyp besteht aus einem doppelten Chromosomensatz von 2n=50 Chromosomen, die Anzahl der Chromosomenarme (FN, fundamental number) beträgt 70. Alternativ wird eine Chromosomenanzahl von 2n = 34 (FN=64) angegeben. Die Spermien sind leicht asymmetrisch gebaut.

## Verbreitung
Das Verbreitungsgebiet der Colburn-Kammratte liegt im Süden von Argentinien, wo sie im Westen der Provinz Río Negro und im Norden der Provinz Santa Cruz nachgewiesen ist. Die Höhenverbreitung liegt bei etwa 1000 Metern.

## Lebensweise
Über die Lebensweise der Colburn-Kammratte liegen wie bei den meisten Arten der Kammratten nur wenige Informationen vor. Sie lebt wie alle Kammratten weitgehend unterirdisch in Gangsystemen, die sie in sandigen Böden der Steppe des Chaco anlegt. Die Tiere ernähren sich vegetarisch von den verfügbaren Gräsern und anderen Pflanzen. Über die Fortpflanzung gibt es keine Angaben.

## Systematik
Die Colburn-Kammratte wird als eigenständige Art innerhalb der Gattung der Kammratten (Ctenomys) eingeordnet, die aus etwa 70 Arten besteht. Die wissenschaftliche Erstbeschreibung der Art stammt von dem amerikanischen Zoologen Joel Asaph Allen aus dem Jahr 1903, der sie anhand von Individuen aus „Arroyo Ayke etwa 50 Meilen südöstlich des Lake Buenos Ayres“ beschrieb. Aufgrund von molekularbiologischen Daten wird die Art mit weiteren verwandten Arten der magellanicus-Artengruppe um die Magellan-Kammratte (Ctenomys magellanicus) zugeordnet.
Innerhalb der Art werden neben der Nominatform keine weiteren Unterarten unterschieden.
Die Art ist nach dem Zoologen E. A. Colburn benannt, der zusammen mit J. A. Allen mehrere Abhandlungen veröffentlichte.

## Status, Bedrohung und Schutz
Die Colburn-Kammratte wird von der International Union for Conservation of Nature and Natural Resources (IUCN) keiner Gefährdungskategorie zugeordnet, sondern aufgrund fehlender Daten als „data deficient“ gelistet. Man geht davon aus, dass die Art gefährdet ist, es gibt jedoch noch sehr wenige Informationen über die Vorkommen, ihren Zustand und ihre ökologischen Erfordernisse.

## Belege
1. 1 2 3 4 5 6 7 8 9 10  White-bellied Tuco-tuco. In: T.R.O. Freitas: Family Ctenomyidae In: Don E. Wilson, T.E. Lacher, Jr., Russell A. Mittermeier (Herausgeber): Handbook of the Mammals of the World: Lagomorphs and Rodents 1. (HMW, Band 6) Lynx Edicions, Barcelona 2016, S. 525, ISBN 978-84-941892-3-4.
2. 1 2  Ctenomys colburni. In: Don E. Wilson, DeeAnn M. Reeder (Hrsg.): Mammal Species of the World. A taxonomic and geographic Reference. 2 Bände. 3. Auflage. Johns Hopkins University Press, Baltimore MD 2005, ISBN 0-8018-8221-4.
3. ↑  Beolens, Watkins & Grayson: The Eponym Dictionary of Mammals. Johns Hopkins University Press, Baltimore 2009, ISBN 978-0-8018-9304-9, S. 82 (Colburn).
4. ↑  Ctenomys colburni in der Roten Liste gefährdeter Arten der IUCN 2020. Eingestellt von: C.J. Bidau, 2016. Abgerufen am 11. Juni 2020.